# Lochem
Lochem es un municipio y una ciudad de la Provincia de Güeldres de los Países Bajos.

## Historia
Villa del condado de Zutphen. En 1543 fue cedida por Guillermo de Jülich-Cléveris-Berg a los Países Bajos de los Habsburgo. Después del Edicto Perpetuo quedó en manos de los rebeldes neerlandeses, que la incluyeron en las Provincias Unidas. Fue ocupada entre el 23 de julio y el 31 de octubre de 1606 por las tropas españolas dirigidas por Ambrosio Spínola.

## Galería

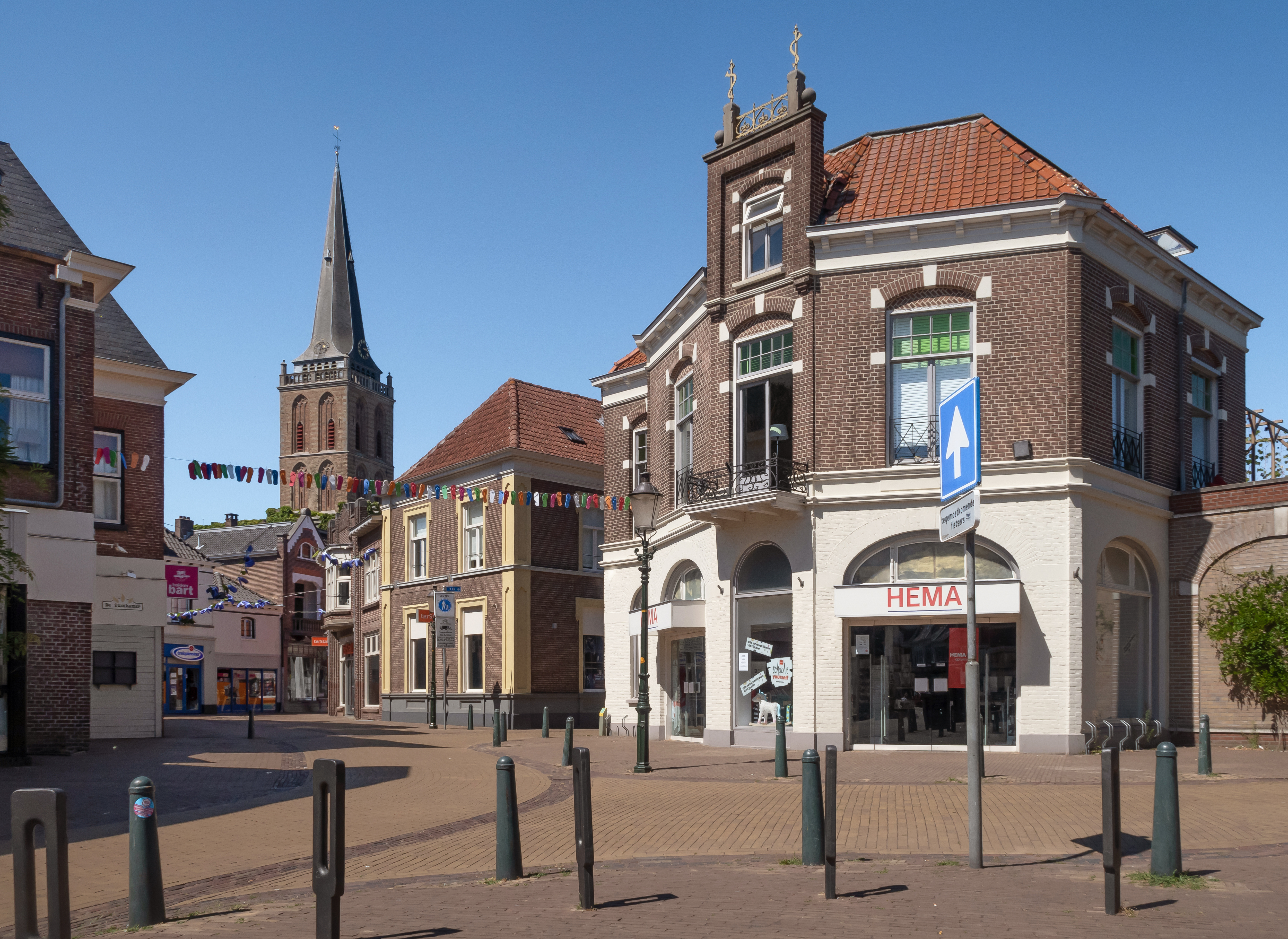
Lochem, vista en la calle (la Bierstraat) con el torre de la iglesia (la Sint-Gudulakerk)
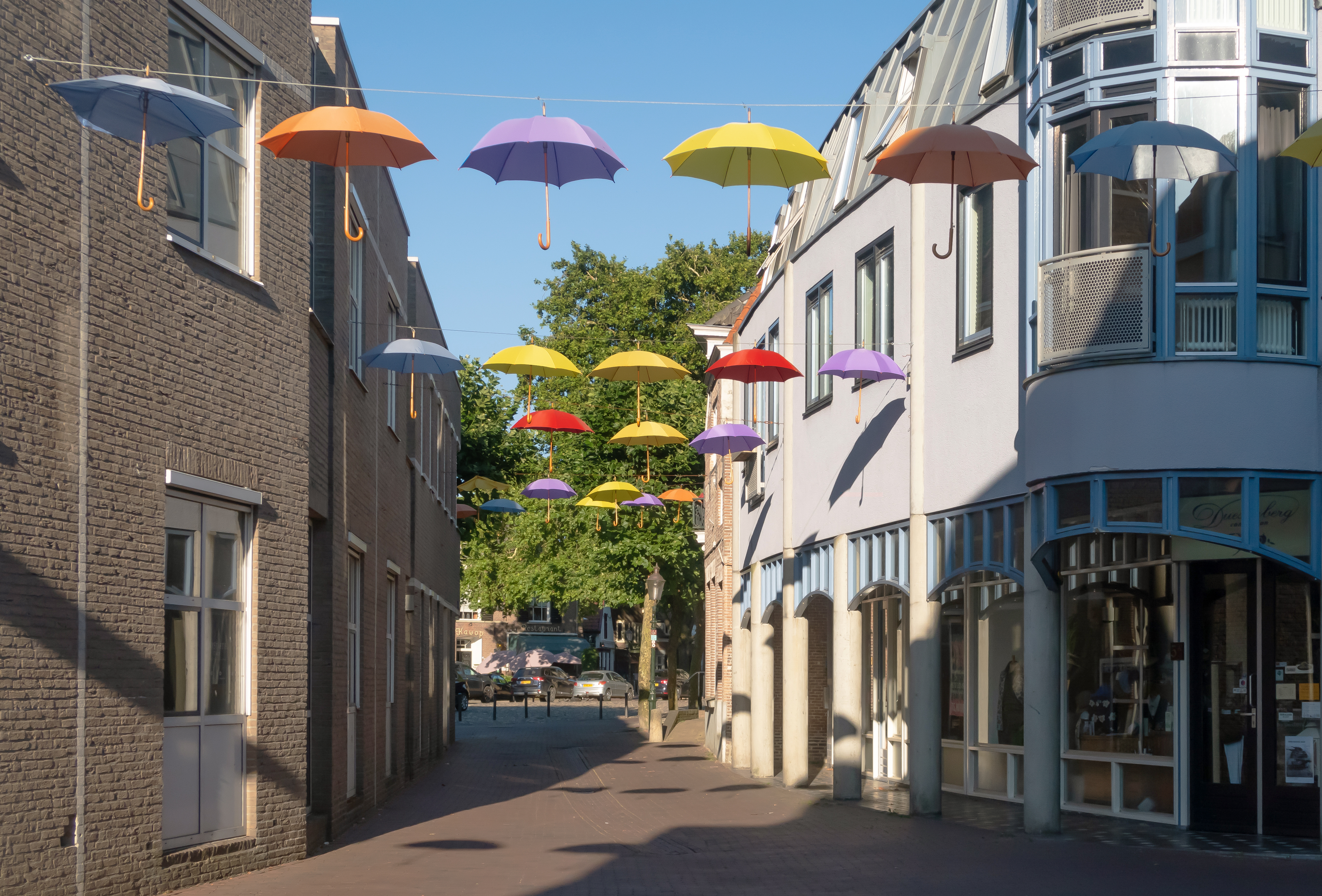
Lochem, vista en la calle (la Walderstraat) con sombrillas
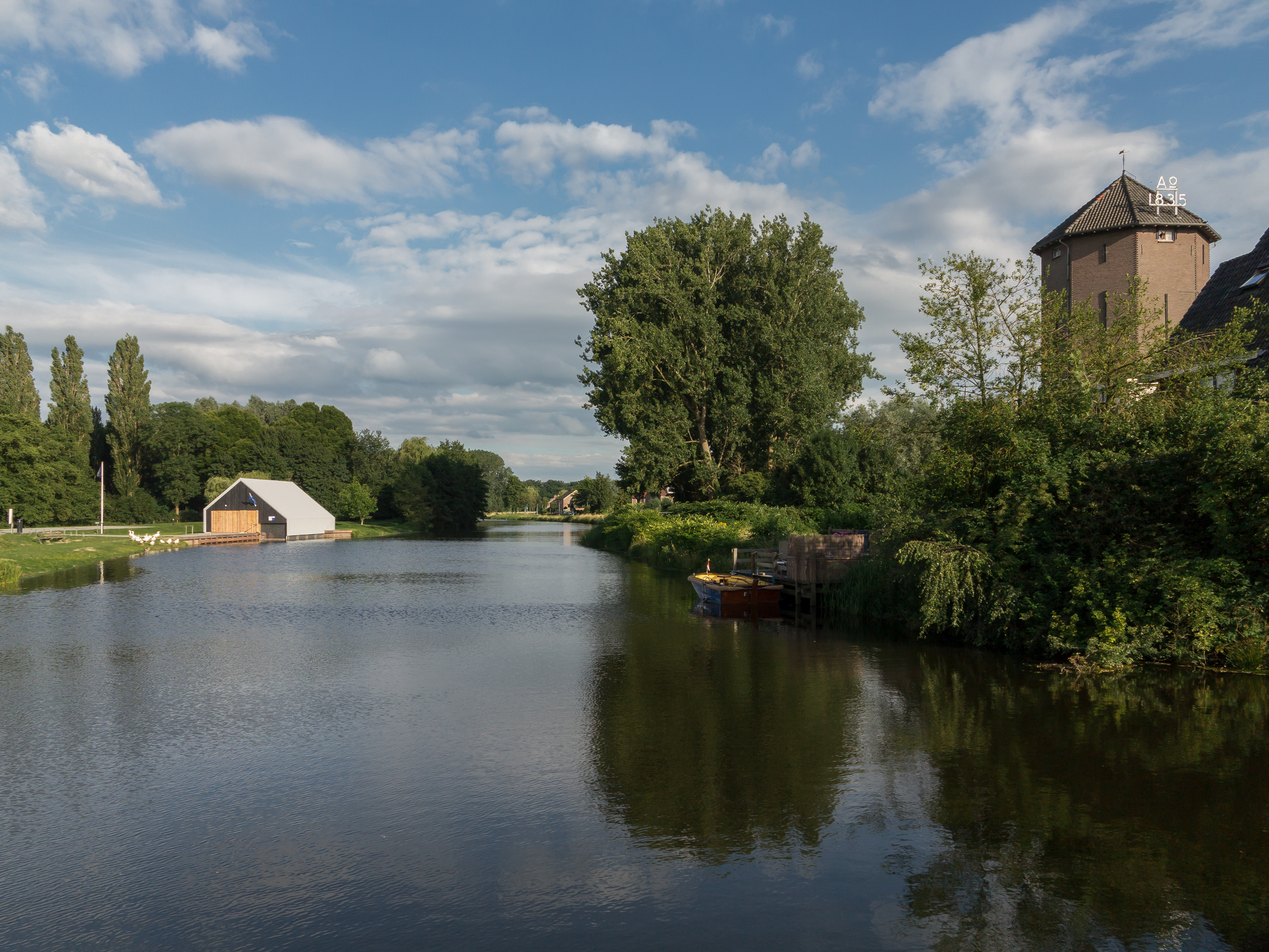
Lochem, el rio (el Berkel) desde el Graaf Ottoweg
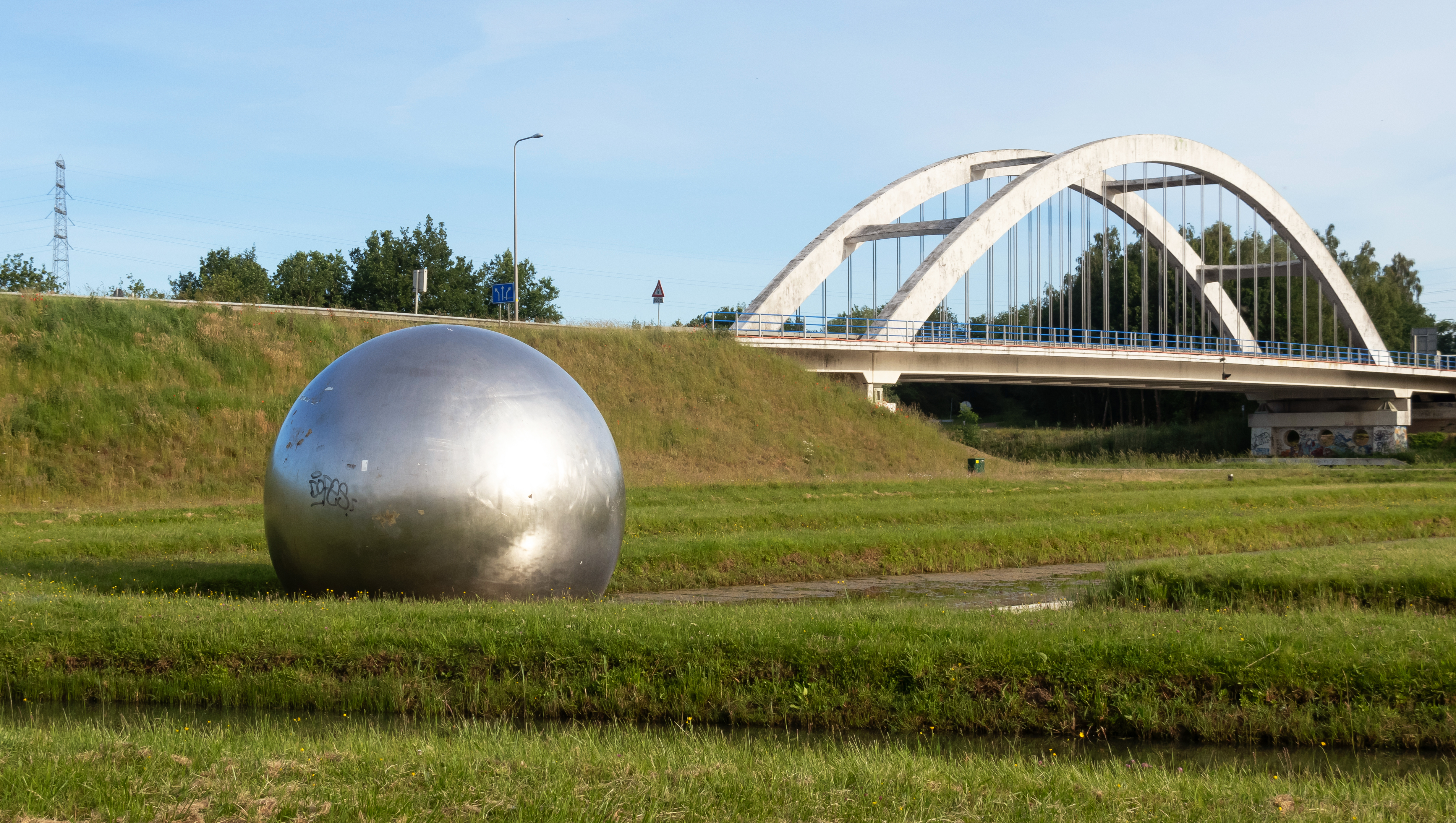
Lochem, la obra de arte y la puente
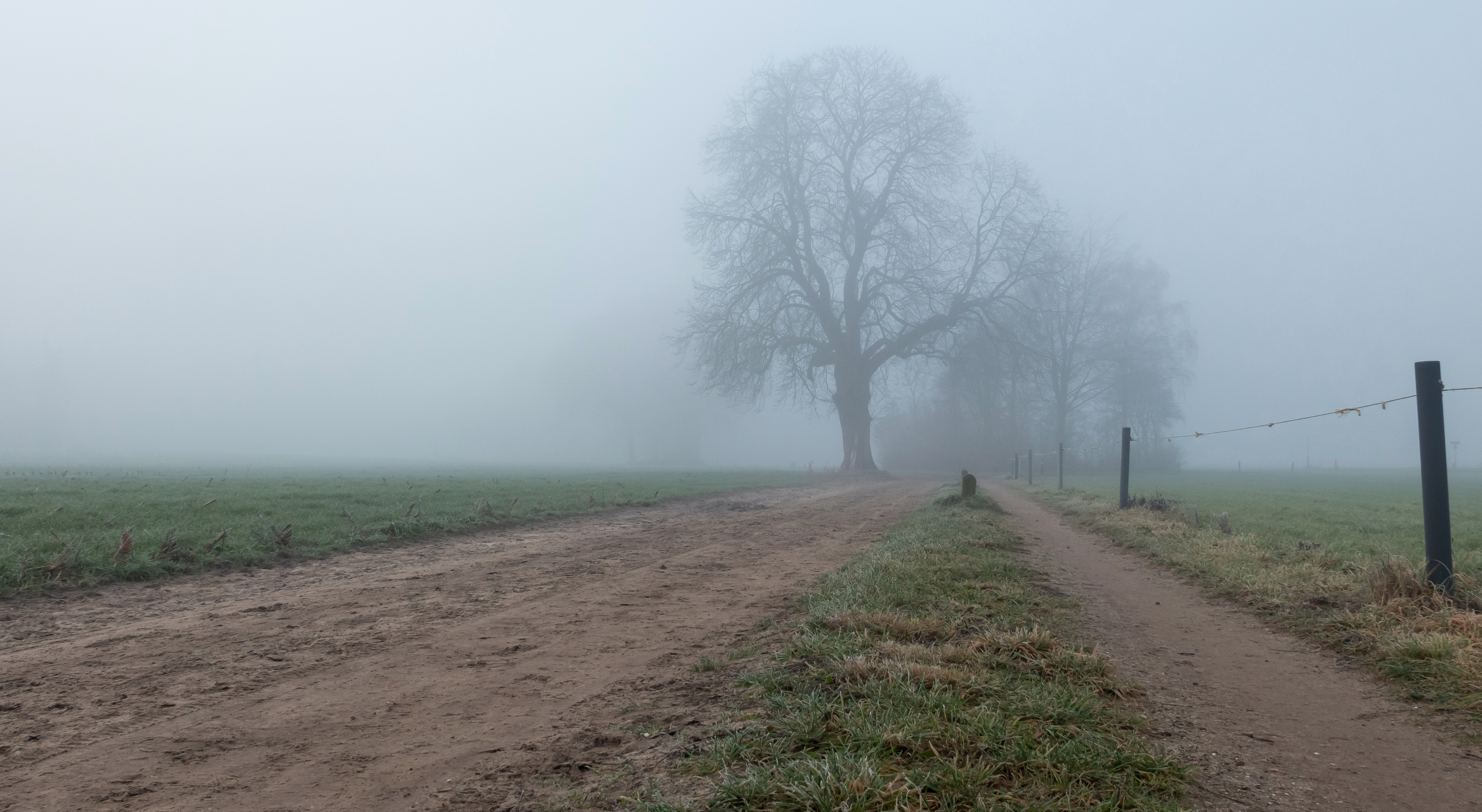
Lochemse Berg, los árboles en la niebla en el Hoge Enk
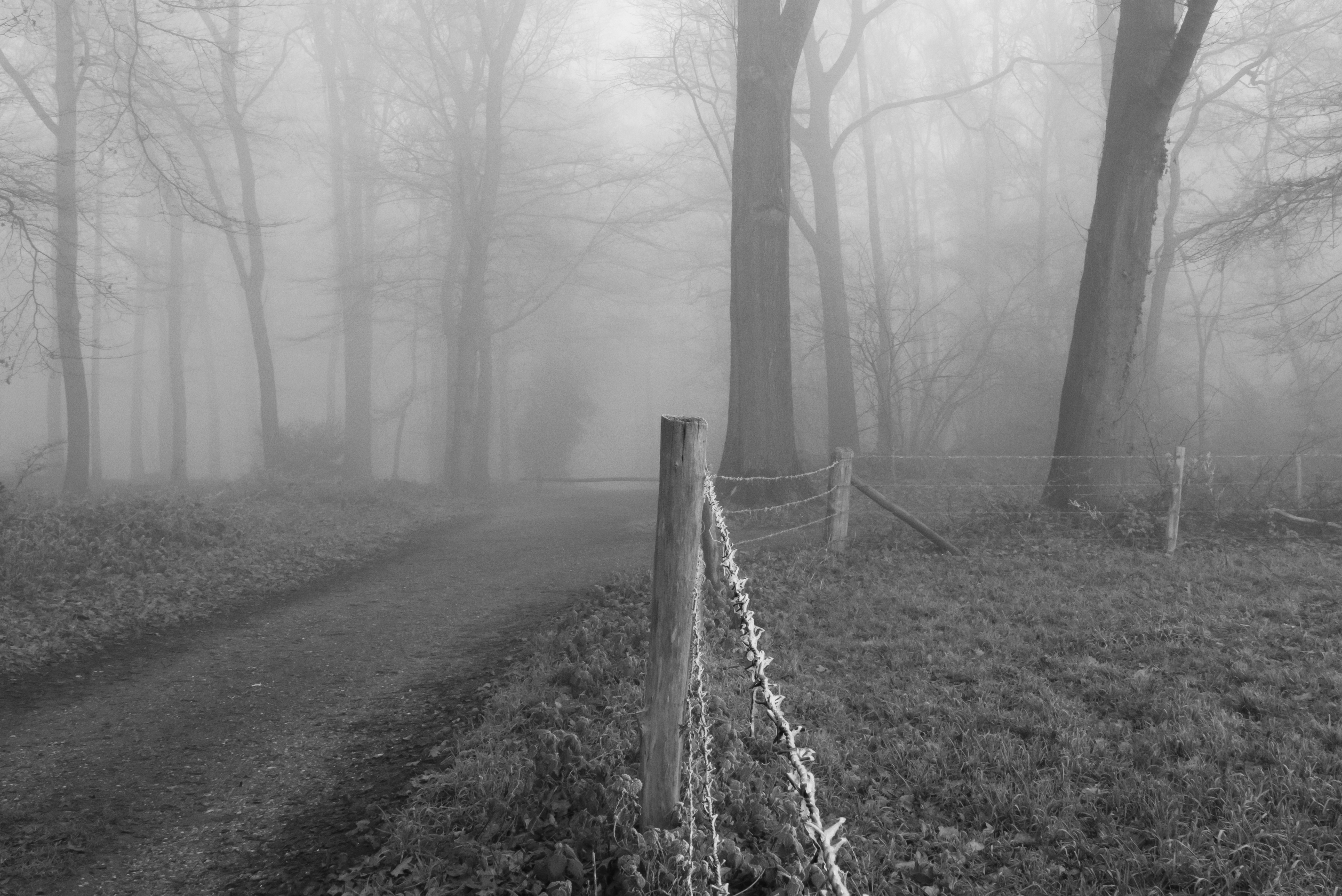
Lochemse Berg, la valla y los árboles en el lado sur de la montaña
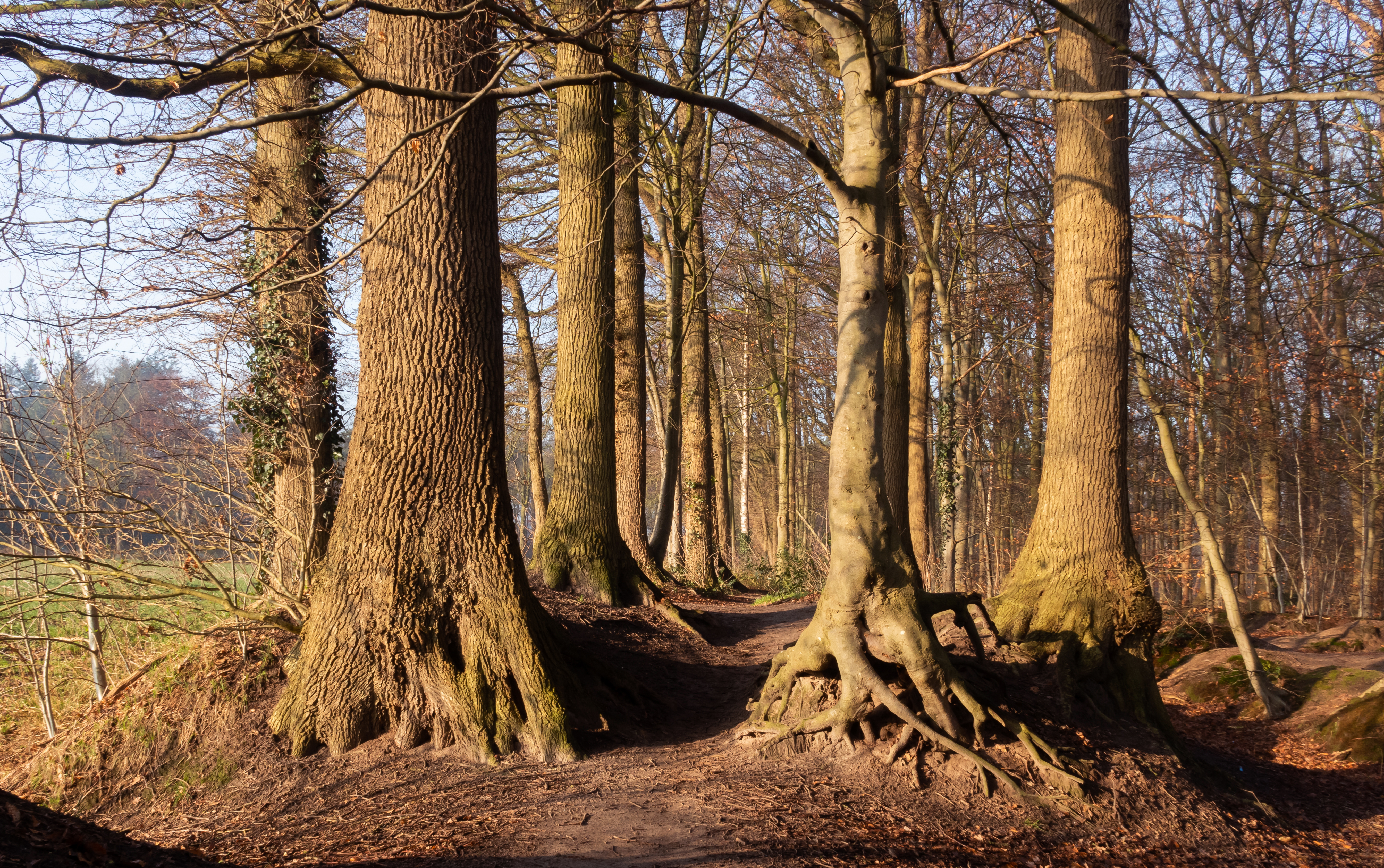
Lochem, entre los árboles de la Grote Veld
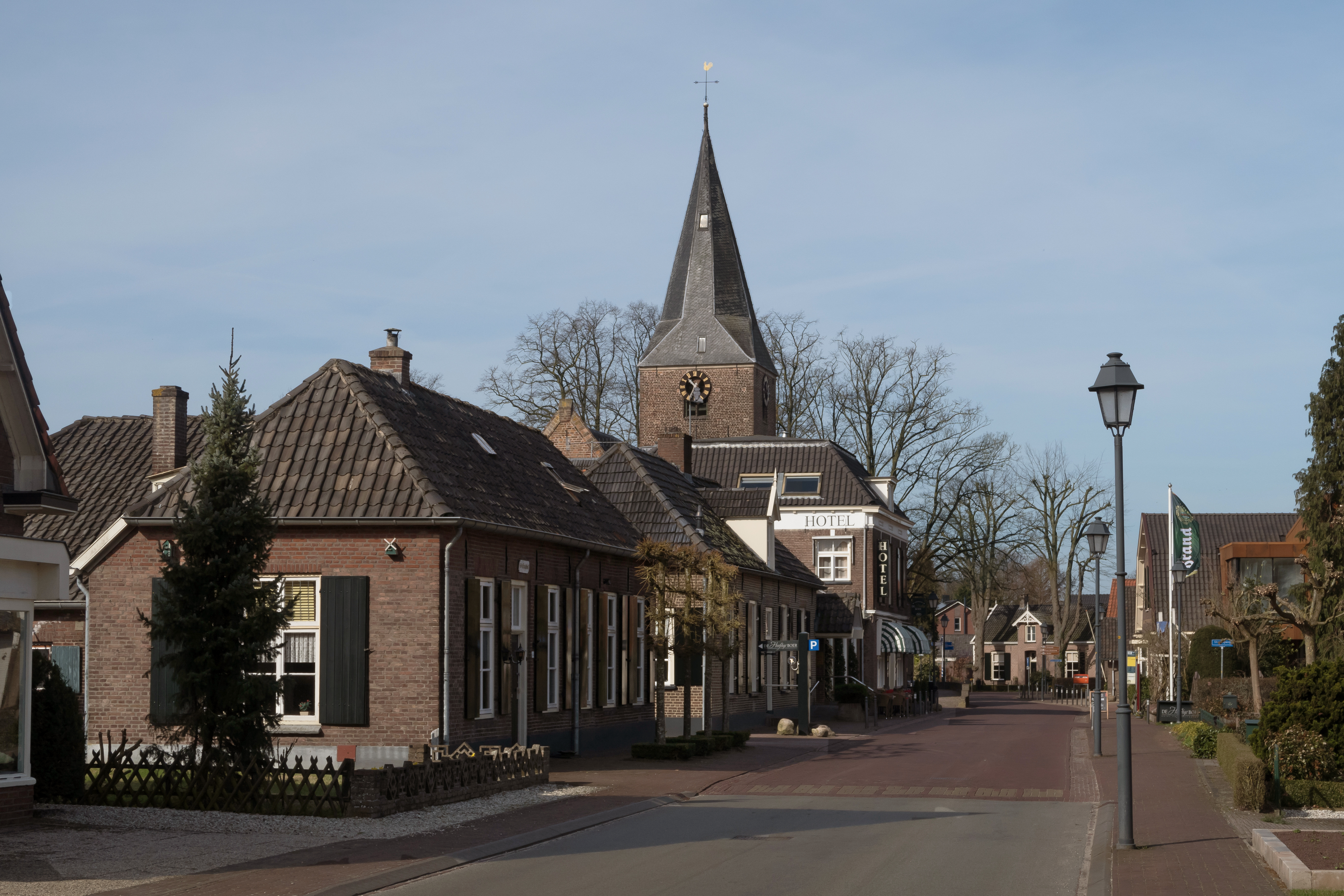
Almen, vista en la calle (la Dorpsstraat) con la iglesia protestante